# BorgWarner Akasol
Die BorgWarner Akasol GmbH (bis Juni 2022 BorgWarner Akasol AG, davor Akasol AG, Akasol GmbH und früher Akasol Engineering GmbH, Eigenschreibweise AKASOL) mit Sitz in Darmstadt ist ein Hersteller von Batteriesystemen für Fahrzeuge. Die Systeme kommen in Batteriebussen, Industrie- und Nutzfahrzeugen, Schiffen und Schienenfahrzeugen zum Einsatz. Das Unternehmen wurde 2008 gegründet und ist seit 2021 Teil des US-amerikanischen Zuliefererkonzerns Borg Warner.

## Geschichte
Die Akasol AG ging aus der 1989 gegründeten Akademischen Solartechnikgruppe der Technischen Universität Darmstadt hervor. Die studentische Gruppe entwickelte 1990 das Rennsolarmobil Pinky, das drei Weltmeistertitel für Solarfahrzeuge gewann. Die daraus entstandene Forschungsgruppe schuf 1993 das Solarmobil Chili, das mit einem Nickel-Cadmium-Akkumulator ausgestattet war und eine Reichweite von 100 Kilometern aufwies. 1999 folgte als Ergebnis vierjähriger Forschungsarbeit das Elektromobil Akabine. Es war das seinerzeit verbrauchsgünstigste Elektrofahrzeug mit einer Reichweite von 300 Kilometern. Darauf aufbauend entwickelte Akasol das Elektroauto OScar (Open Source Car). Der von einer 250 Kilogramm schweren Batterie angetriebene Zweisitzer hatte ebenfalls 300 Kilometer Reichweite bei einer Höchstgeschwindigkeit von 130 km/h und besaß einen Energiebedarf von umgerechnet einem Liter Dieselkraftstoff pro 100 Kilometern.
Im Jahr 2008 gründeten Mitglieder des eingetragenen Vereins Akasol e.V. und der Schulz Group das kommerzielle Unternehmen Akasol Engineering GmbH in Darmstadt.
Als Tochterunternehmen der Schulz Group befasste sich das Unternehmen mit der Entwicklung von Lithium-Ionen-Batteriesystemen. Erklärte Ziele waren eine Kostensenkung der Batterien und ein alltagstaugliches Elektroauto. Im Jahr 2012 wurde das Unternehmen in Akasol GmbH umfirmiert. Im Juni 2018 wurde das Unternehmen in eine Aktiengesellschaft umgewandelt, die seit Ende Juni 2018 bis zum Börsenabgang (Delisting) im Jahre 2022 an der Frankfurter Börse im Prime Standard notiert war.
Im Februar 2021 machte der Autozulieferer Borg Warner Akasol ein Übernahmeangebot für das Unternehmen; es sollte als eigenständiges Unternehmen in Darmstadt erhalten bleiben. Der Kaufpreis betrug 730 Millionen Euro, entsprechend einem Preis von 120 EUR pro Aktie. Im Juni 2021 hatten die Aktionäre von Akasol das Übernahmeangebot mit 89,1 % angenommen. Seither hat Borg Warner weitere Aktien erworben und hatte somit mehr als 92 % Anteile erlangt. Im August 2021 wurde ein 15.000 m² großes Werk in Betrieb genommen. Diese „Gigafactory 1“ in Darmstadt hat in der ersten Ausbaustufe eine Produktionskapazität für Lithium-Ionen-Batterie-Module von bis zu 1 GWh, die bis 2022 bis auf 2½ GWh ausgebaut werden soll. Seit Februar 2022 firmierte das Unternehmen als BorgWarner Akasol AG. 
Im Juni 2022 erfolgte die Umfirmierung zur BorgWarner Akasol GmbH.

## Unternehmen
Das Unternehmen Akasol wurde bis Februar 2022 von Sven Schulz (Vorstandsvorsitzender) geleitet, anschließend übernahm Henk Vanthournout den Vorstandsvorsitz. 2019 beschäftigte Akasol 284 Mitarbeiter.
Akasol produziert kompakte und leichte Lithium-Ionen-Batterie-Module mit Flüssigkühlung, verlängerter Lebensdauer und hoher Energiedichte für Hersteller von Fahrzeugen mit Hybrid- und Elektroantrieb, regenerative Energieanlagen und Energieversorger. Wichtigstes Einsatzfeld sind Elektrobusse, wie der eCitaro von EvoBus. Das Unternehmen hat mehrere Elektrobusse in Köln und weiteren deutschen Städten mit Batterien ausgestattet. Weitere Einsatzfelder sind andere Nutzfahrzeuge, Arbeitsmaschinen, Schienenfahrzeuge und Jachten. Ein Beispiel ist der Alstom Coradia iLINT, ein Eisenbahn-Nahverkehrs-Triebwagen mit Stromerzeugung aus Wasserstoff über Brennstoffzellen. Als Pufferspeicher sind Lithium-Ionen-Batterien mit 110 kWh unter dem Fahrgastraum untergebracht, die von Akasol hergestellt werden.
Im hessischen Langen hat Akasol die größte europäische Batteriesystemfabrik für elektrische Nutzfahrzeuge errichtet. Seit November 2017 werden hier Lithium-Ionen-Batteriesysteme für Elektrobusse produziert. Die Fabrik wurde zum Teil mit Mitteln eines öffentlichen Innovationskredites gefördert. Aufgrund von vorliegenden Großaufträgen wird eine schnelle Erweiterung als möglich angesehen. Auch die Produktionskapazitäten in Darmstadt wurden im Jahr 2017 ausgebaut. Akasol beteiligte sich ab 2012 an dem mit Bundesmitteln geförderten Forschungsvorhaben Hei-PhoSS („Hocheffizienter und intelligenter Photovoltaik-Strom-Speicher“) sowie ab 2016 an dem Forschungsprojekt MoBat zur Schnellladetechnik.

## Auszeichnungen
Akasol gewann dreimal den eCarTec-Award, den Bayerischen Staatspreis für Elektromobilität: 2010, 2012 und 2014 wurde die Lithium-Ionen-Batterie Akamodule ausgezeichnet. 2012 und 2013 erhielt Akasol den Hessischen Staatspreis für intelligente Energie. 2015 gewann Akasol für den Energiespeicher neeoQube einen Red Dot Design Award für Produktdesign.